# Otília Šablicová
Otília Šablicová (* 12. listopadu 1956) byla slovenská politička za HZDS, po sametové revoluci československá poslankyně Sněmovny národů Federálního shromáždění.

## Biografie
Ve volbách roku 1992 byla za HZDS zvolena do slovenské části Sněmovny národů. Ve Federálním shromáždění setrvala do zániku Československa v prosinci 1992.